# Elecciones provinciales de Córdoba de 1912
Las elecciones generales de la provincia de Córdoba de 1912 tuvieron lugar el 17 de noviembre del mencionado año con el objetivo de renovar la gobernación para el período 1913-1916. Los comicios tuvieron el histórico carácter de ser las primeras elecciones bajo la Ley Sáenz Peña, que garantizaba el voto secreto y universal para los varones. De este modo, se consideran los primeros comicios libres realizados tanto en la provincia como los terceros a nivel nacional, pues se realizaron poco después de las elecciones legislativas y las elecciones provinciales de Santa Fe.

## Contexto
Con la llegada de la Ley Sáenz Peña, a fin de conservar la gobernación cordobesa, la dirigencia del Partido Autonomista Nacional, el Partido Constitucional del gobernador Garzón, el Partido Independiente, el Partido Departamental de Río IV, la Unión Independiente de Tercero Abajo, el Partido Departamental de Villa Dolores, además de otros grupos liderados por caudillos locales y grupos independientes como el comité Universitario, se reunieron con el objetivo de formar una coalición, a la que llamaron "Concentración Popular". En ellos, Ramón José Cárcano era reunía el control del aparato estatal y la acción de los caudillos políticos del interior, elementos decisivos para cumplir con el objetivo de ganar la gobernación, por lo que fue rápidamente proclamado candidato.
La coalición sostuvo como programa de gobierno la consolidación de la libertad de sufragio y la autonomía provincial; la promoción de la autonomía municipal; además, auspició reformas sociales, un plan de vialidad y subdivisión de la propiedad rural. La Unión Cívica Radical se decidió a levantar la abstención y concurrió a los comicios dividida entre clericales y anticlericales, donde los primeros imponen a Julián Amenábar Peralta como candidato a gobernador en las internas.

## Campaña
La campaña fue violenta y tumultuosa, agravada por mutuas acusaciones de fraude, con gran atención de la prensa. Los diarios "Los Principios" y "Justicia" promovían desde sus editoriales el voto por Cárcano, mientras que "La Libertad" y "La Voz del Interior" apoyaron a los candidatos radicales.
La Unión Cívica Radical solicitó a la Presidencia de la República el envío de un comisionado federal. El Presidente Sáenz Peña se negó en nombre de su imparcialidad política. "El nombramiento del comisionado, por una aberración partidaria, se considera como una hostilidad al gobernador y un apoyo a la oposición. El Poder Ejecutivo toma los hechos tal cual son. La resolución sería juzgada como un acto parcial. Por eso también se ha negado a enviar un comisionado, a Mendoza, Corrientes, Tucumán y Entre Ríos". El Presidente declaró lamentar los hechos aislados producidos por los ánimos encendidos y elementos extraños a la provincia, que el comisionado pedido no podía evitar o prevenir. De acuerdo con Sáenz Peña, en lugar de buscar en estos hechos la solución por el envío de un representante del gobierno federal, debía dejarse que los comicios se realizaran con los elementos de la provincia en la seguridad de que el gobernador presidiría una elección libre.

## Resultados
La maquinaria electoral montada por Cárcano, no obstante la visita del caudillo Hipólito Yrigoyen, fue exitosa. En la elección del 17 de noviembre de 1912, la Concentración Popular se impuso por mínima diferencia sobre la UCR por 36.603 votos populares (37 delegados electorales) a 36.427 (20 delegados electorales). Los radicales minoritarios realizaron varias maniobras para impedir la reunión del Colegio que, finalmente, se reunió y consagró la fórmula Cárcano-Garzón Maceda. La diferencia entre Cárcano y Amenábar Peralta, de solo 176 votos, no sería superada en una elección libre y cumple el récord de ser la victoria más estrecha en una elección a gobernador en Córdoba. En 1946, estaría muy cerca de ser superada por Argentino Auchter (peronista) y Antonio Medina Allende (radical), con una diferencia de 183 votos. Cárcano ganó en casi todos los departamentos, mientras que Peralta solo logró imponerse en Capital, Marcos Juárez, Ischilín, General Roca y Juárez Celman.